# Eccellenza 1961-1962 (rugby a 15)
L’Eccellenza 1961-62 fu il 32º campionato nazionale italiano di rugby a 15 di prima divisione.
Si tenne dal 22 ottobre 1961 al 2 giugno 1962 tra 12 squadre e fu il primo di una lunga serie (20 edizioni consecutive) a svolgersi con la formula del girone unico, fino al 1981.
La consistenza del torneo fu dimezzata rispetto alle 24 squadre del campionato precedente, mantenendo soltanto le 12 squadre meglio piazzate in tale torneo.
Il Rovigo interruppe la serie di quattro vittorie consecutive delle Fiamme Oro di Padova e si aggiudicò il suo 5º titolo
; a retrocedere in serie B furono il Brescia e il Gruppo Sportivo Esercito, di Napoli.

## Squadre partecipanti
- Amatori Milano
- L’Aquila
- Brescia
- Esercito (Napoli)
- Fiamme Oro (Padova)
- Livorno

- Rugby Milano
- Parma
- Partenope (Napoli)
- Petrarca
- Rovigo
- Treviso (sponsorizzata Ignis)

## Risultati
|       | 1ª/12ª giornata          |      |
| ----- | ------------------------ | ---- |
| 14-16 | Amatori Milano - Livorno | 9-6  |
| 8-16  | Milano - Treviso         | 6-0  |
| 6-3   | Partenope - Petrarca     | 0-8  |
| 11-12 | Esercito - Parma         | 3-6  |
| 0-8   | Brescia - Fiamme Oro     | 0-13 |
| 14-3  | Rovigo - L'Aquila        | 0-3  |
|       |                          |      |

|      | 4ª/15ª giornata           |      |
| ---- | ------------------------- | ---- |
| 14-0 | Fiamme Oro - Livorno      | 11-9 |
| 6-3  | Treviso - Parma           | 8-8  |
| 11-3 | Amatori Milano - L'Aquila | 9-6  |
| 3-5  | Petrarca - Rovigo         | 6-11 |
| 6-0  | Milano - Esercito         | 9-8  |
| 16-3 | Partenope - Brescia       | 21-6 |
|      |                           |      |

|      | 7ª/18ª giornata            |      |
| ---- | -------------------------- | ---- |
| 19-3 | Fiamme Oro - Parma         | 19-3 |
| 5-6  | Milano - Petrarca          | 3-9  |
| 9-16 | Partenope - Amatori Milano | 3-11 |
| 9-0  | Treviso - Livorno          | 9-6  |
| 20-0 | L'Aquila - Esercito        | 8-8  |
| 0-8  | Brescia - Rovigo           | 0-6  |
|      |                            |      |

|       | 10ª/21ª giornata          |      |
| ----- | ------------------------- | ---- |
| 3-3   | Fiamme Oro - Rovigo       | 0-3  |
| 0-0   | Petrarca - Treviso        | 3-8  |
| 20-0  | Amatori Milano - Esercito | 11-6 |
| 14-6  | L'Aquila - Partenope      | 3-14 |
| 11-16 | Livorno - Parma           | 3-3  |
| 8-11  | Brescia - Milano          | 3-9  |

|      | 2ª/13ª giornata           |      |
| ---- | ------------------------- | ---- |
| 0-0  | Parma - Brescia           | 0-11 |
| 16-0 | Treviso - Partenope       | 3-8  |
| 6-9  | Livorno - Rovigo          | 0-19 |
| 6-6  | L'Aquila - Milano         | 5-3  |
| 25-3 | Fiamme Oro - Esercito     | 18-9 |
| 5-0  | Petrarca - Amatori Milano | 6-13 |
|      |                           |      |

|      | 5ª/16ª giornata          |       |
| ---- | ------------------------ | ----- |
| 3-10 | Milano - Fiamme Oro      | 5-12  |
| 6-0  | Treviso - Amatori Milano | 11-11 |
| 0-14 | Esercito - Rovigo        | 5-16  |
| 8-3  | Petrarca - L'Aquila      | 0-3   |
| 9-5  | Parma - Partenope        | 3-19  |
| 3-3  | Brescia - Livorno        | 3-12  |
|      |                          |       |

|       | 8ª/19ª giornata             |      |
| ----- | --------------------------- | ---- |
| 6-3   | Rovigo - Partenope          | 5-0  |
| 15-0  | Amatori Milano - Fiamme Oro | 3-0  |
| 17-9  | Petrarca - Brescia          | 6-3  |
| 0-3   | Esercito - Treviso          | 0-11 |
| 8-8   | Parma - Milano              | 3-5  |
| sosp. | Livorno - L'Aquila          | 6-8  |
|       |                             |      |

|      | 11ª/22ª giornata        |       |
| ---- | ----------------------- | ----- |
| 6-14 | Fiamme Oro - Partenope  | 9-8   |
| 5-6  | Milano - Livorno        | 6-3   |
| 8-6  | Esercito - Brescia      | 6-9   |
| 16-6 | Rovigo - Amatori Milano | 0-6   |
| 8-0  | Treviso - L'Aquila      | 11-22 |
| 13-0 | Petrarca - Parma        | 12-18 |

|      | 3ª/14ª giornata        |       |
| ---- | ---------------------- | ----- |
| 12-8 | Rovigo - Milano        | 6-3   |
| 0-9  | Livorno - Petrarca     | sosp. |
| 0-22 | Brescia - Treviso      | 0-6   |
| 0-6  | L'Aquila - Fiamme Oro  | 0-41  |
| 3-9  | Parma - Amatori Milano | 8-8   |
| 8-9  | Esercito - Partenope   | 11-3  |
|      |                        |       |

|      | 6ª/17ª giornata          |      |
| ---- | ------------------------ | ---- |
| 11-6 | Rovigo - Treviso         | 5-6  |
| 15-6 | Amatori Milano - Brescia | 12-6 |
| 5-3  | Fiamme Oro - Petrarca    | 3-3  |
| 19-6 | Partenope - Milano       | 9-24 |
| 24-5 | Livorno - Esercito       | 6-0  |
| 6-8  | L'Aquila - Parma         | 0-6  |
|      |                          |      |

|      | 9ª/20ª giornata         |      |
| ---- | ----------------------- | ---- |
| 0-3  | Treviso - Fiamme Oro    | 8-11 |
| 9-6  | Milano - Amatori Milano | 0-0  |
| 6-11 | Parma - Rovigo          | 9-22 |
| 18-9 | Partenope - Livorno     | 3-6  |
| 6-9  | Esercito - Petrarca     | 9-14 |
| 3-0  | Brescia - L'Aquila      | 9-8  |

## Classifica
|               |     | Squadra        | G  | V  | N | P  | PF  | PS  | Pt |
| ------------- | --- | -------------- | -- | -- | - | -- | --- | --- | -- |
|               | 1.  | Rovigo         | 22 | 18 | 1 | 3  | 202 | 82  | 37 |
|               | 2.  | Fiamme Oro     | 22 | 16 | 2 | 4  | 236 | 95  | 34 |
|               | 3.  | Amatori Milano | 22 | 14 | 3 | 5  | 205 | 125 | 31 |
|               | 4.  | Treviso        | 22 | 13 | 3 | 6  | 173 | 105 | 29 |
|               | 5.  | Petrarca       | 22 | 11 | 2 | 9  | 143 | 116 | 24 |
|               | 6.  | Rugby Milano   | 22 | 9  | 3 | 10 | 148 | 155 | 21 |
|               | 7.  | Partenope      | 22 | 10 | 0 | 12 | 193 | 185 | 20 |
|               | 8.  | Parma          | 22 | 7  | 5 | 10 | 135 | 209 | 19 |
|               | 9.  | L’Aquila       | 22 | 7  | 2 | 13 | 121 | 183 | 16 |
|               | 10. | Livorno        | 22 | 6  | 2 | 14 | 132 | 185 | 14 |
| Retrocessione | 11. | Brescia        | 22 | 4  | 2 | 16 | 88  | 207 | 10 |
| Retrocessione | 12. | Esercito       | 22 | 2  | 1 | 19 | 106 | 259 | 5  |

## Verdetti
- Rovigo: campione d'Italia
- Brescia, G.S. Esercito : retrocesse in serie B